# Condado de Vihiga
El condado de Vihiga es un condado de Kenia.
Se sitúa al oeste del país, en la antigua provincia Occidental. La capital y localidad más importante es Vihiga. La población total del condado es de 554 622 habitantes según el censo de 2009.

## Localización
El condado tiene los siguientes límites:
| Noroeste: Condado de Kakamega | Norte: Condado de Kakamega | Noreste: Condado de Nandi |
| Oeste: Condado de Siaya       |                            | Este: Condado de Nandi    |
| Suroeste: Condado de Kisumu   | Sur: Condado de Kisumu     | Sureste: Condado de Nandi |

## Demografía
En el censo de 2009, las principales localidades del condado son:
1. Vihiga, municipio, 118 696 habitantes
2. Luanda, villa, 49 346 habitantes

## Transportes
El condado está atravesado por la A1, que recorre el oeste del país desde Tanzania hasta Sudán del Sur. La A1 recorre el condado de norte a sur y pasa por la capital condal Vihiga. Al norte, la A1 lleva a Kakamega, Webuye, Kitale, Kapenguria y Lodwar. Al sur, la A1 lleva a Kisumu y Migori. De oeste a este del condado pasa la C39, que lleva a Eldoret. En el oeste, la principal carretera es la B1, que une la A104 con Uganda pasando por Luanda.